# Petaurista tetyukhensis
Petaurista tetyukhensis ist eine ausgestorbene und fossil überlieferte Art der Gleithörnchen aus der Gattung der Riesengleithörnchen (Petaurista). Die Art wurde anhand eines Fragments des Oberkiefers mit zwei Zähnen sowie fünf isolierten Zähnen von zwei Höhlenstandorten nahe der Stadt Dalnegorsk in der Region Primorje in Russland beschrieben und als nördlichster fossiler Nachweis den Riesengleithörnchen zugeordnet. Die Funde wurden dem späten Pleistozän zugeordnet, was durch die Begleitfauna des Fundorts belegt wird.

## Merkmale
Petaurista tetyukhensis wurde anhand eines Fragments des linken Oberkiefers mit zwei Molaren M1 und M2 sowie fünf weiteren isolierten Zähnen, Prämolaren und Molaren des Unter- und Oberkiefers, beschrieben. Diese entsprechen in ihrem Aufbau denen rezenter und anderer fossiler Petaurista-Arten, weisen jedoch auch artspezifische Merkmale auf wie das Fehlen einer Erhöhung auf dem oberen Molaren M2 und des Mesoconus auf den unteren Molaren.

## Lebensweise und Paläoökologie
In der Lebensweise entsprach Petaurista tetyukhensis wahrscheinlich den heute lebenden Riesengleithörnchen, die als baumlebende Pflanzenfresser in Waldhabitaten meist tropischer bis subtropischer Regionen leben. Die nördliche Ausbreitung der Gattung ist vor allem durch die Temperaturen bestimmt, die sich im Laufe der Erdgeschichte durch verschiedene Warmzeiten veränderte. So wird angenommen, dass es im Rahmen der Warmzeit im mittleren Pleistozän zu einer Erwärmung der Regionen im nördlichen China und im südlichen Russland kam, die auch die Ausweitung der Waldregionen und der darin lebenden Tierarten nach Norden ermöglichte. Für die heutige Region Primorje wird angenommen, dass sie durch Wälder geprägt war, in denen unter anderem Wölfe, Marderhunde, Füchse, Braun- und Asiatische Schwarzbären, Dachse, Zobel, Vielfraße, Luchse, Leoparden, Tiger, Steppenbisons, Wollnashörner, Wildschweine sowie verschiedene Hirsche und Elche vorkamen. Es wird angenommen, dass sich auch die Riesengleithörnchen während dieser Warmphase nach Norden ausbreiten konnten und dort vor allem in geschützten Beckenlagen mit Waldbeständen bis in das späte Pleistozän überlebten, wodurch sie von den weiter südlich lebenden Arten isoliert wurden und sich Petaurista tetyukhensis als neue Art ausbilden konnte.
Die Abkühlung und die Ausbreitung der steppenartigen Taiga führten zu Lebensräumen, die denen der heutigen Chinesischen Riesengleithörnchen (Petaurista xanthotis) in den nördlichen Bergregionen Chinas entsprachen. Wie diese ernährte sich wahrscheinlich auch Petaurista tetyukhensis vor allem von Kiefernnadeln, -samen und -sprossen, worauf Ähnlichkeiten der Bezahnung beider Arten hinweisen. Weitere Ähnlichkeiten der Zähne deuten auf eine nahe Verwandtschaft zum Japanischen Riesengleithörnchen (Petaurista leucogenys) hin, das auf den nördlichen Inseln Japans verbreitet ist.

## Fundort und Fundgeschichte
Die fossilen Überreste von Petaurista tetyukhensis wurden in zwei Höhlen, der Tetyukhinskaya-Höhle und der Sukhaya-Höhle, nahe Dalnegorsk in der Region Primorje während paläontologischer Untersuchungen in den Jahren 2003 bis 2006 gefunden. Datiert wurden die Fossilfunde auf das späte Pleistozän, in das auch weitere Funde wie der Nachweis des Asiatischen Schwarzbären (Ursus thibetanus) aus den Höhlen eingeordnet wurden. Die Anhäufung von Knochenresten in diesen Höhlen war wahrscheinlich das Ergebnis der Aktivität von Raubtieren, die die Höhlen als Behausung oder Unterschlupf nutzten. Alle Fossilien von Petaurista wurden im Eingangsbereich der Höhlen gefunden.
Mikhail P. Tiunov, einer der beiden Erstbeschreiber der Art, stellte die Fossilien auf einer Konferenz der Russischen Theriologischen Gesellschaft im Jahr 2016 bereits als Überreste einer Petaurista-Art vor. Die wissenschaftliche Erstbeschreibung erschien in der Zeitschrift Palaeoworld im März 2020, wobei es bereits Ende Oktober 2019 eine Vorabveröffentlichung gab, die von der Presse aufgegriffen wurde.

## Systematik
Die wissenschaftliche Erstbeschreibung der Art stammt von den russischen Paläontologen Mikhail P. Tiunov und Dmitryi O. Gimranov, die die Fossilien im März 2020 vorstellten und sie in die Gattung Petaurista einordneten. Dabei handelt es sich um die ältesten Fossilfunde eines Vertreters dieser Gattung und Petaurista tetyukhensis ist zugleich die einzige bekannte nur fossil nachgewiesene Art der Gattung. Innerhalb der Gattung der Riesengleithörnchen werden je nach Systematik acht, neun oder sogar 16 rezente Arten eingeordnet. Die Arten sind über weite Teile Ost- und Südasiens verbreitet. Aufgrund von Ähnlichkeiten der Bezahnung und der geografischen Nähe wird eine nähere Verwandtschaft von Petaurista tetyukhensis zum Japanischen Riesengleithörnchen (Petaurista leucogenys) angenommen.
Die frühesten Nachweise fossiler Riesengleithörnchen stammen aus dem frühen Pleistozän von Fundorten in Chongqing und Anhui im südlichen China. Die bis zum Fund von Petaurista tetyukhensis nördlichsten Funde entstammen einer Warmphase im mittleren Pleistozän aus Zhoukoudian im Norden von China und weitere Funde für Tiere der Gattung aus dem späten Pleistozän stammen aus Japan und China. Im Holozän wurde die Gattung zudem auf den südlichen japanischen Inseln wie auch auf der zu China gehörenden Insel Hainan nachgewiesen.
Die Benennung der Art erfolgte durch den Fundort, wobei der alte Name der Stadt Dalnegorsk, Tetyukhe, genutzt wurde. Auch die Fundhöhle ist nach dieser Stadt benannt.

## Belege
1. 1 2 3 4 5 6 7 8 9 10 11  
Mikhail P. Tiunov, Dmitryi O. Gimranov: The first fossil Petaurista (Mammalia: Sciuridae) from the Russian Far East and its paleogeographic significance. Palaeoworld 29 (1), März 2020; S. 176–181. doi:10.1016/j.palwor.2019.05.007
2. 1 2  
P.A. Kosintsev, M.P. Tiunov, D.O. Gimranov, V.S. Panov: The First Finding of Asian Black Bear (Carnivora, Ursidae, Ursus (Euarctos) thibetanus G. Cuvier, 1823) in the Late Pleistocene of Northern Eurasia. Doklady Biological Sciences 471, 2016; S. 266–268. doi:10.1134/S0012496616060041, Volltext.
3. ↑  
Mikhail P. Tiunov: First record of Petaurista Link, 1795 in the Late Pleistocene of the Far East of Russia. Proceedings of the International Conference „Theriofauna of Russia and Adjacent Territories“ (X Congress of Russian Theriological Society RAS), Moskau 2016; S. 423.
4. ↑  
New species of a giant flying squirrel discovered in the Far East of Russia. The Siberian Times, 31. Oktober 2019; abgerufen am 4. April 2020.
5. ↑  
PaleoMammalogy • 2019: Petaurista tetyukhensis • The First Fossil Petaurista (Mammalia: Sciuridae) from the Russian Far East and Its Paleogeographic Significance. novataxa.blogspot.com, 1. November 2019; abgerufen am 4. April 2020.
6. ↑  
Don E. Wilson & DeeAnn M. Reeder (Hrsg.): Petaurista in Mammal Species of the World. A Taxonomic and Geographic Reference (3rd ed).
7. 1 2  
Richard W. Thorington Jr., John L. Koprowski, Michael A. Steele: Squirrels of the World. Johns Hopkins University Press, Baltimore MD 2012; S. 110 ff. ISBN 978-1-4214-0469-1
8. 1 2  
J.L. Koprowski, E.A. Goldstein, K.R. Bennett, C. Pereira Mendes: Petaurista. In: Don E. Wilson, T.E. Lacher, Jr., Russell A. Mittermeier (Hrsg.): Handbook of the Mammals of the World: Lagomorphs and Rodents 1. (HMW, Band 6) Lynx Edicions, Barcelona 2016, ISBN 978-84-941892-3-4, S. 769 ff.